# Rico Meinel
Rico Meinel, né le 3 avril 1974, est un sauteur à ski allemand.

## Biographie
Il fait ses débuts dans la Coupe du monde en décembre 1992 à Falun. Il réalise sa meilleure performance dans cette compétition en janvier 1995, lorsqu'il se classe cinquième de la manche de la Tournée des quatre tremplins à Innsbruck. Son deuxième meilleur résultat est onzième en 1996 à Zakopane.
Il se retire en 1997 après des résultats en baisse.

## Palmarès

### Coupe du monde
- Meilleur classement général : 31e en 1995.
- Meilleur résultat individuel : 5e.

#### Classements généraux
| Compet'/Année | Compet'/Année | Classement général | Classement général |
| ------------- | ------------- | ------------------ | ------------------ |
| Compet'/Année | Compet'/Année | Class.             | Points             |
| 1995          | 1995          | 31e                | 102                |
| 1996          | 1996          | 61e                | 32                 |
| 1997          | 1997          | 73e                | 15                 |

### Championnats du monde junior
- Médaille de bronze par équipes en 1992.